# Porcellium sfenthourakisi
Porcellium sfenthourakisi is een pissebed uit de familie Trachelipodidae. De wetenschappelijke naam van de soort is voor het eerst geldig gepubliceerd in 1996 door Helmut Schmalfuss.